# نادي النجوم (مصر)
نادي النجوم لكرة القدم هو نادي مصري لكرة قدم، يشارك في الوقت الحالي في الدوري المصري الممتاز، وقد أسسه محمد الطويلة عام 2007. تم تأسيسه باسم نادي نجوم المستقبل، ولاحقًا تغير اسم النادي في 2018، ليكون «نادي النجوم».

## تأسيس النادي
تأسس النادي في عام 2007، وأسس ليكون واحدًا من أبرز أندية كرة القدم للمحترفين في مصر، وتقديم فرصة للمواهب الشابة للتطور والتنافس في رحلة كرة القدم. وتعود ملكية النادي لمحمد الطويلة، وأصبح النادي واحدًا من أبرز الأندية لتنمية الشباب في مصر، ومستمر لتأكيد مهمته لتقديم مواهب جديدة في كرة القدم المصرية.

## أول مشاركة رسمية
تعد أول مشاركة رسمية لفريق نجوم المستقبل بالبطولات المصرية، كانت موسم 2007- 2008 ضمن منافسات بطولة منطقة الجيزة تحت 18 سنة وحقق لقبها، ثم شارك بعدها في بطولة القسم الرابع وظل موسمين في البطولة، حتى تأهل للقسم الثالث ولعب الفريق أيضًا لمدة موسمين، حتى استطاع أن يلعب في الدوري الممتاز ب.

## الملعب
الملعب الأساسي للفريق هو ملعب نادي نجوم المستقبل ويلعب في الدوري في استاد بتروسبورت.

## قائمة اللاعبين
ملاحظة: تشير الأعلام إلى المنتخب الوطني على النحو المحدد في قواعد الأهلية للفيفا. قد يحمل اللاعبون أكثر من جنسية واحدة غير تابعة للفيفا.
| الرقم | البلد | المركز | اللاعب           |
| ----- | ----- | ------ | ---------------- |
| 1     | مصر   | حارس   | أحمد سعد         |
| 4     | مصر   | مدافع  | أحمد جمال        |
| 5     | مصر   | مدافع  | أحمد ربيع        |
| 6     | مصر   | مدافع  | خالد عبدالرازق   |
| 7     | مصر   | وسط    | أحمد سعيد محمود  |
| 8     | مصر   | وسط    | عمرو نجيب        |
| 9     | مصر   | مهاجم  | صلاح أمين        |
| 10    | مصر   | مهاجم  | محمد همام        |
| 12    | مصر   | وسط    | باسم عبد العزيز  |
| 14    | مصر   | وسط    | إسلام الفار      |
| 15    | مصر   | وسط    | أحمد أيمن أحمد   |
| 17    | مصر   | وسط    | محمود عبد الحليم |

| الرقم | البلد   | المركز | اللاعب         |
| ----- | ------- | ------ | -------------- |
| 19    | نيجيريا | مدافع  | مايكل أزيخومين |
| 20    | مصر     | مدافع  | محمود فتح الله |
| 21    | مصر     | مدافع  | نادر محمد      |
| 24    | مصر     | وسط    | إسلام حازم     |
| 26    | زامبيا  | وسط    | اوبري شيروا    |
| 70    | مصر     | وسط    | مصطفى جميل     |
|       | مصر     | حارس   | أحمد خطاب      |
|       | مصر     | مدافع  | إسلام عادل     |
|       | مصر     | وسط    | طارق العجمي    |
|       | مصر     | مهاجم  | أيمن الغباشي   |
|       | غينيا   | مهاجم  | لاما كولين     |

## روابط خارجية
- صفحة النادي على موقع الاتحاد المصري